# G. P. Vizcaya
El GP Vizcaya fue una carrera ciclista española que se disputaba en Vizcaya. 
Se disputó durante 32 ediciones: nueve de 1925 a 1935, diez de 1940 a 1949, y trece de 1965 a 1977.

## Palmarés
| Año       | Ganador                   | Segundo                     | Tercero                       |
| --------- | ------------------------- | --------------------------- | ----------------------------- |
| 1925      | Demetrio Del Val          | Remigio Loroño              | Segundo Barruetabena          |
| 1926      | Ricardo Montero           | Feliciano Gómez             | Salvador Artaza               |
| 1927      | Ricardo Montero           | José Pons                   | Miguel Mucio                  |
| 1929      | Jesús Dermit              | Francisco Cepeda            | Valeriano Riera               |
| 1930      | edición no realizada      | edición no realizada        | edición no realizada          |
| 1931      | Ricardo Montero           | Salvador Cardona            | Francisco Cepeda              |
| 1932      | Federico Ezquerra         | Ricardo Montero             | Salvador Cardona              |
| 1933      | Federico Ezquerra         | Eusebio Bastida             | Ricardo Ferrando              |
| 1934      | Luciano Montero           | Antonio Escuriet            | Fermín Trueba                 |
| 1935      | Federico Ezquerra         | Rafael Pou                  | Antonio Escuriet              |
| 1936-1939 | ediciones no realizadas   | ediciones no realizadas     | ediciones no realizadas       |
| 1940      | Delio Rodríguez           | Fermín Trueba               | Antonio Martín                |
| 1941      | Delio Rodríguez           | Antonio Martín              | Jesús Dermit                  |
| 1942      | Martín Mancisidor         | Cipriano Aguirrezabal       | Jesús Dermit                  |
| 1943      | Julián Berrendero         | José Lahoz                  | Félix Vidaurreta              |
| 1944      | Delio Rodríguez           | Cipriano Aguirrezabal       | Vicente Carretero             |
| 1945      | Dalmacio Langarica        | Julián Berrendero           | Delio Rodríguez               |
| 1946      | José López Gándara        | Miguel Poblet               | Miguel Lizarazu               |
| 1947      | José López Gándara        | Juan Cruz Ganzarain         | Dalmacio Langarica            |
| 1948      | Hortensio Vidaurreta      | Félix Vidaurreta            | Francisco Michelena           |
| 1949      | Jesús Morales             | Félix Vidaurreta            | Julio San Emeterio            |
| 1950-1964 | ediciones no realizadas   | ediciones no realizadas     | ediciones no realizadas       |
| 1965      | Italo Zilioli             | Valentín Uriona             | Francisco Gabica              |
| 1966      | José Pérez-Francés        | Esteban Martín Jiménez      | Joaquim Galera                |
| 1967      | Luis Pedro Santamarina    | Antonio Gómez del Moral     | José Manuel López Rodríguez   |
| 1968      | José Antonio Momeñe       | Pedro María Ugarte          | Luis Pedro Santamarina        |
| 1969      | José Ignacio Ascasibar    | Domingo Perurena            | Domingo Fernández Lorenzo     |
| 1970      | Jesús Manzaneque          | Enrique Sanchidrián         | Miguel María Lasa             |
| 1971      | Domingo Perurena          | Agustín Tamames             | Jesús Manzaneque              |
| 1972      | Domingo Perurena          | Santiago Lazcano            | Agustín Tamames               |
| 1973      | José Grande               | Antonio Menéndez            | José Antonio González Linares |
| 1974      | Antonio Menéndez González | Juan Zurano                 | Jesús Manzaneque              |
| 1975      | Domingo Perurena          | Ventura Díaz                | Santiago Lazcano              |
| 1976      | Juan Pujol                | Eulalio García Pereda       | Antonio Prieto Lozano         |
| 1977      | José Enrique Cima         | Luis-Alberto Ordiales Meana | Domingo Perurena              |

## Palmarés por países
| País   | Victorias |
| ------ | --------- |
| España | 31        |
| Italia | 1         |